# Sudamérica Rugby Sevens 2019
El Sudamérica Rugby Sevens del 2019 fue la quinta serie de torneos de selecciones de rugby 7 organizada por Sudamérica Rugby y la tercera con el nuevo formato.
Este año volvió a contar con las etapas de Punta del Este en Uruguay y Viña del Mar en Chile. Los 6 participantes de la confederación organizadora fueron Argentina, Brasil, Chile, Colombia, Paraguay y Uruguay, mientras que los 6 invitados fueron Alemania, Canadá, Estados Unidos, Portugal, Rusia y Sudáfrica.

## Itinerario
| Itinerario de la temporada 2019 | Itinerario de la temporada 2019 | Itinerario de la temporada 2019            | Itinerario de la temporada 2019 | Itinerario de la temporada 2019 |
| Seven                           | Año                             | Sede                                       | Fecha                           | Ganador                         |
| ------------------------------- | ------------------------------- | ------------------------------------------ | ------------------------------- | ------------------------------- |
| Seven de Punta del Este         | 2019                            | Estadio Domingo Burgueño Miguel, Maldonado | 6 y 7 de enero de 2019          | Chile                           |
| Seven de Viña del Mar           | 2019                            | The Mackay School, Viña del Mar            | 12 y 13 de enero de 2019        | Chile                           |

## Posiciones

### Sudamérica Rugby Sevens
El Sudamérica Rugby Sevens contó de dos etapas jugadas en enero entre 6 selecciones sudamericanas más 6 invitadas.
| Pos | Selección      | Punta del Este | Viña del Mar | Total |
| --- | -------------- | -------------- | ------------ | ----- |
| 1   | Chile          | 22             | 22           | 44    |
| 2   | Argentina      | 19             | 17           | 36    |
| 3   | Portugal       | 17             | 15           | 32    |
| 4   | Uruguay        | 8              | 19           | 27    |
| 5   | Alemania       | 15             | 8            | 23    |
| 6   | Sudáfrica      | 10             | 12           | 22    |
| 7   | Estados Unidos | 12             | 5            | 17    |
| 8   | Rusia          | 3              | 10           | 13    |
| 9   | Colombia       | 2              | 7            | 9     |
| 10  | Canadá         | 7              | 1            | 8     |
| 11  | Paraguay       | 5              | 3            | 8     |
| 12  | Brasil         | 1              | 2            | 3     |

|  | Selecciones invitadas |